# Терцо Сан Северо (Перуђа)
Терцо Сан Северо је насеље у Италији у округу Перуђа, региону Умбрија.
Према процени из 2011. у насељу је живело 102 становника. Насеље се налази на надморској висини од 589 м.